# Charles De Rouck
Charles De Rouck, né à Châtelineau le 9 avril 1930 et mort le 17 juin 2022 à Charleroi, est un sculpteur et céramiste belge .

## Biographie et œuvres
Il étudie à l'Académie des Beaux-Arts de Charleroi auprès du sculpteur Alphonse Darville et à l'Académie royale des Beaux-Arts de Bruxelles chez Jacques Marin et Marnix d'Haveloose. Il remporte le prix Godecharle en 1951 et le prix du Hainaut des Arts plastique.
Il enseigne la sculpture à l'Académie des Beaux-Arts de Charleroi dont il assure la direction à partir de 1969. Il est inspecteur de l'Enseignement artistique de 1978 à 1994, ce qui l'oblige à interrompre sa création.
Auteur de figures et de portraits, son style est légèrement dépouillé.
Il travaille le métal, la pierre, la céramique et se consacre à la sculpture monumentale à la suite de diverses commandes.
Il a vécu et a eu son atelier à Marcinelle.

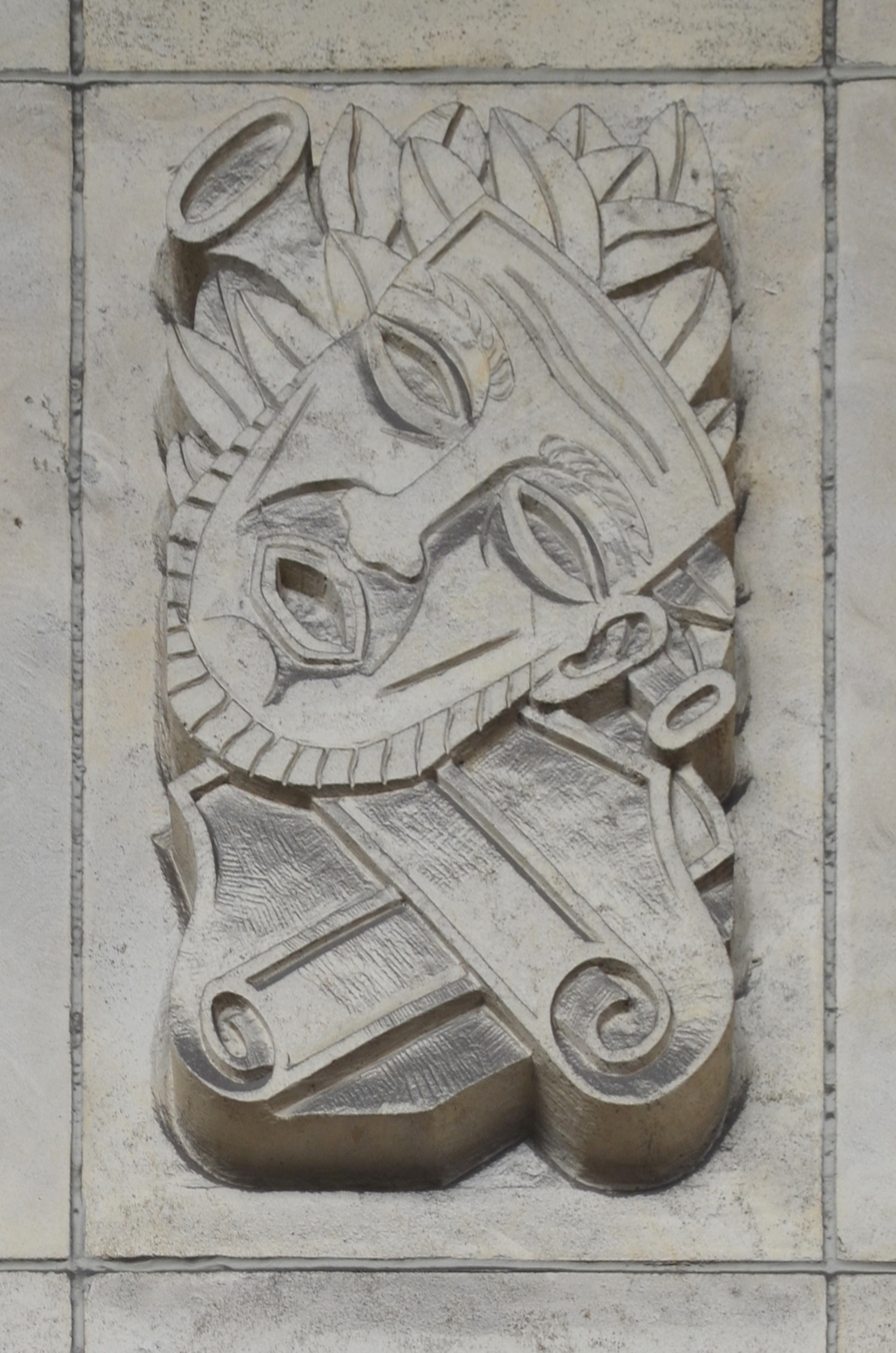
Bas-relief au palais des beaux-arts de Charleroi.
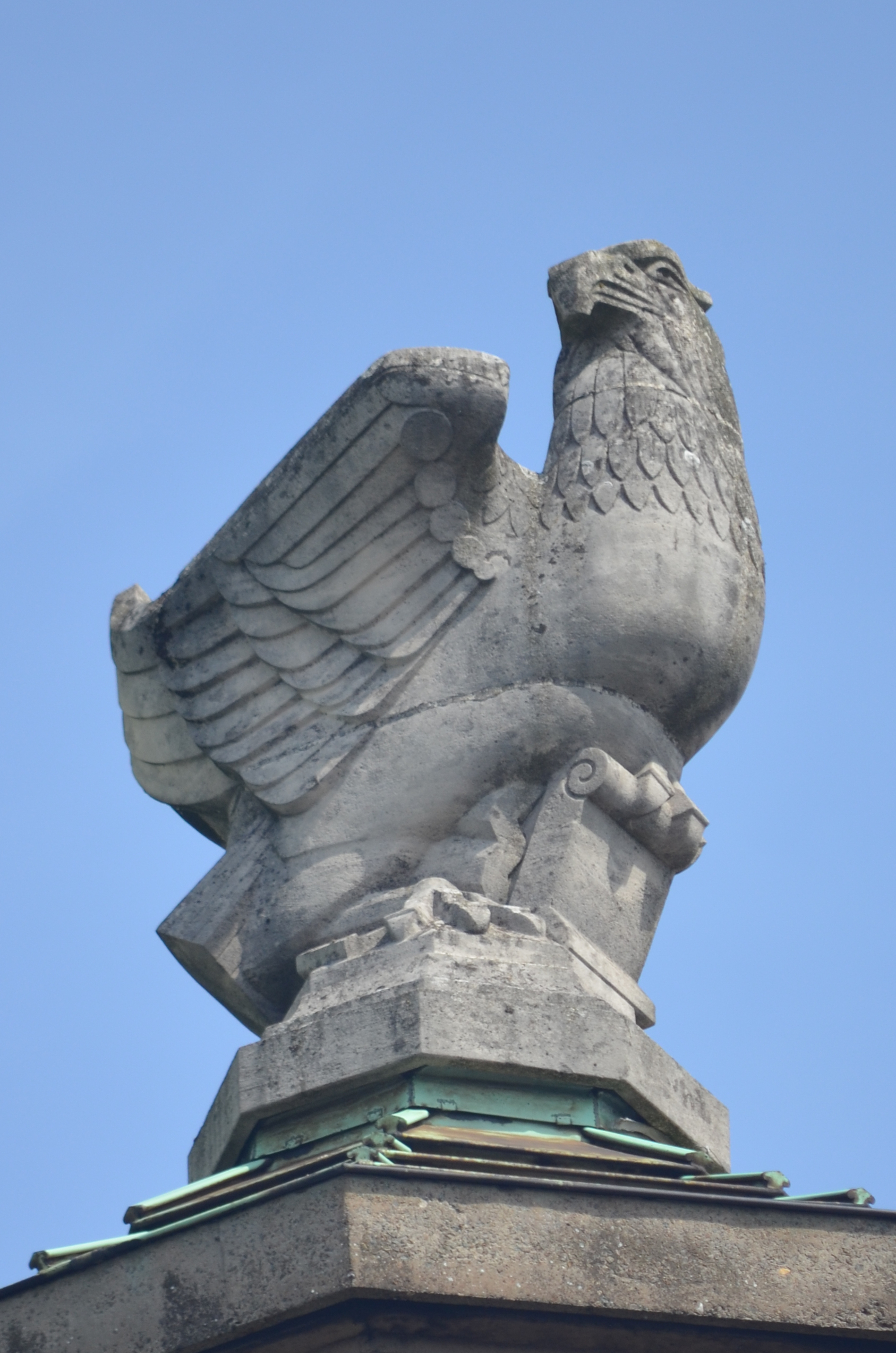
L'aigle de saint Jean, sculpture monumentale à l'église Saint-Christophe de Charleroi.
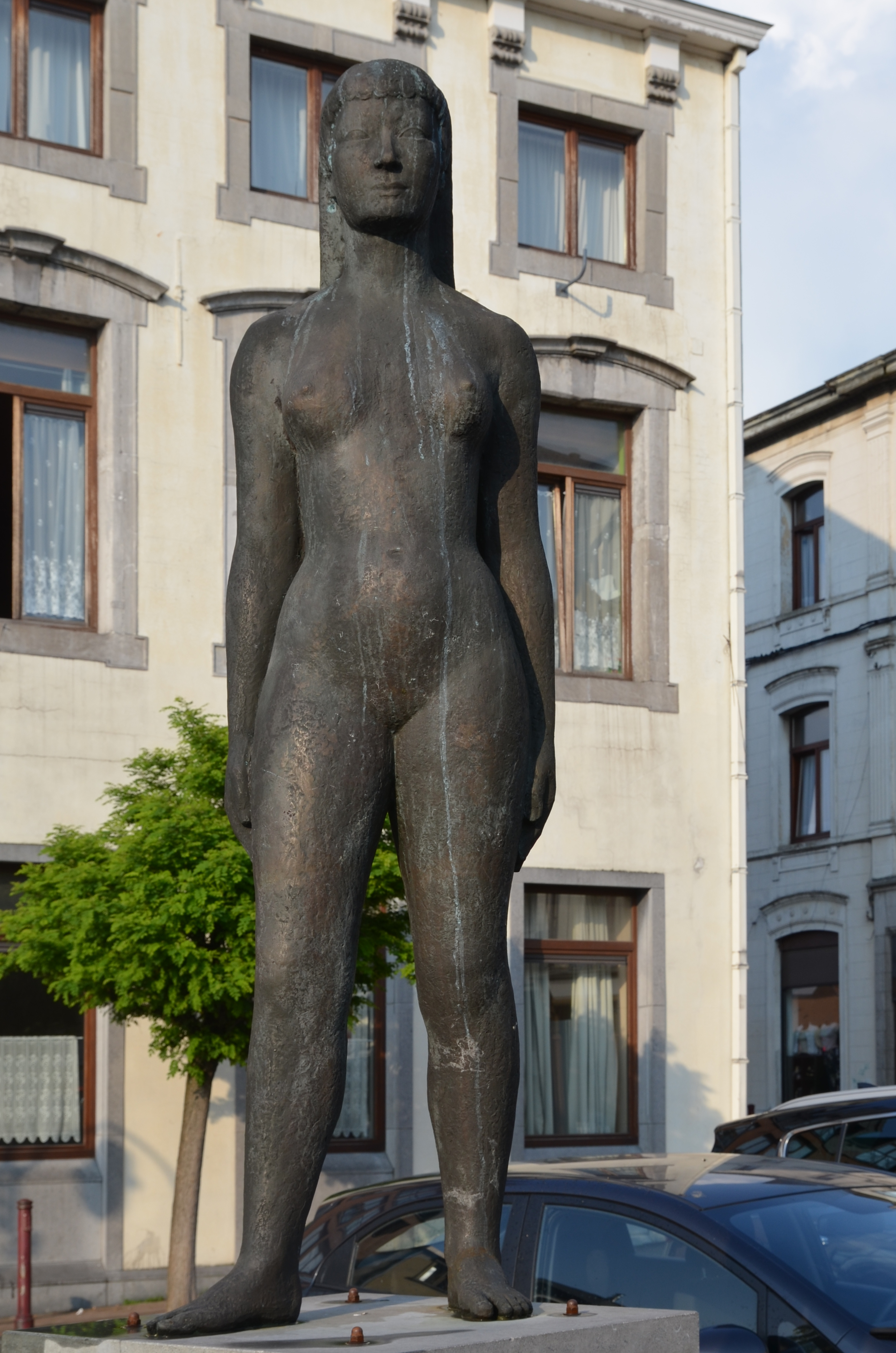
L'Apothéose, sculpture en bronze à Châtelet.